# Sérignac (Tarn e Garonna)
Sérignac è un comune francese situato nel dipartimento del Tarn e Garonna nella regione dell'Occitania.

## Società

### Evoluzione demografica
Abitanti censiti